# Monchy-Saint-Éloi
Monchy-Saint-Éloi ist eine französische Gemeinde mit 2.161 Einwohnern (Stand: 1. Januar 2022) im Département Oise in der Region Hauts-de-France. Sie gehört zum Arrondissement Clermont, zum Kanton Nogent-sur-Oise und zum Gemeindeverband Communauté de communes du Liancourtois. Die Einwohner werden Monchyssois genannt.

## Lage
Die Gemeinde Monchy-Saint-Éloi liegt am Fluss Brèche, kurz vor dessen Mündung in die Oise, drei Kilometer nördlich von Creil und etwa 50 Kilometer nördlich von Paris an der früheren Route nationale 16 (Paris-Amiens).

### Nachbargemeinden
| Cauffry     | Mogneville                                  | Angicourt          |
| Laigneville | Kompassrose, die auf Nachbargemeinden zeigt | Villers-Saint-Paul |
|             | Nogent-sur-Oise                             |                    |

## Bevölkerungsentwicklung
| Jahr      | 1962 | 1968 | 1975 | 1982 | 1990 | 1999 | 2006 | 2012 |
| Einwohner | 832  | 928  | 1198 | 1189 | 1748 | 1889 | 2021 | 2110 |

## Sehenswürdigkeiten
- Kirche Saint-Éloi, Mitte des 12. Jahrhunderts entstanden
- Calvaire
- Schloss Monchy-Saint-Éloi

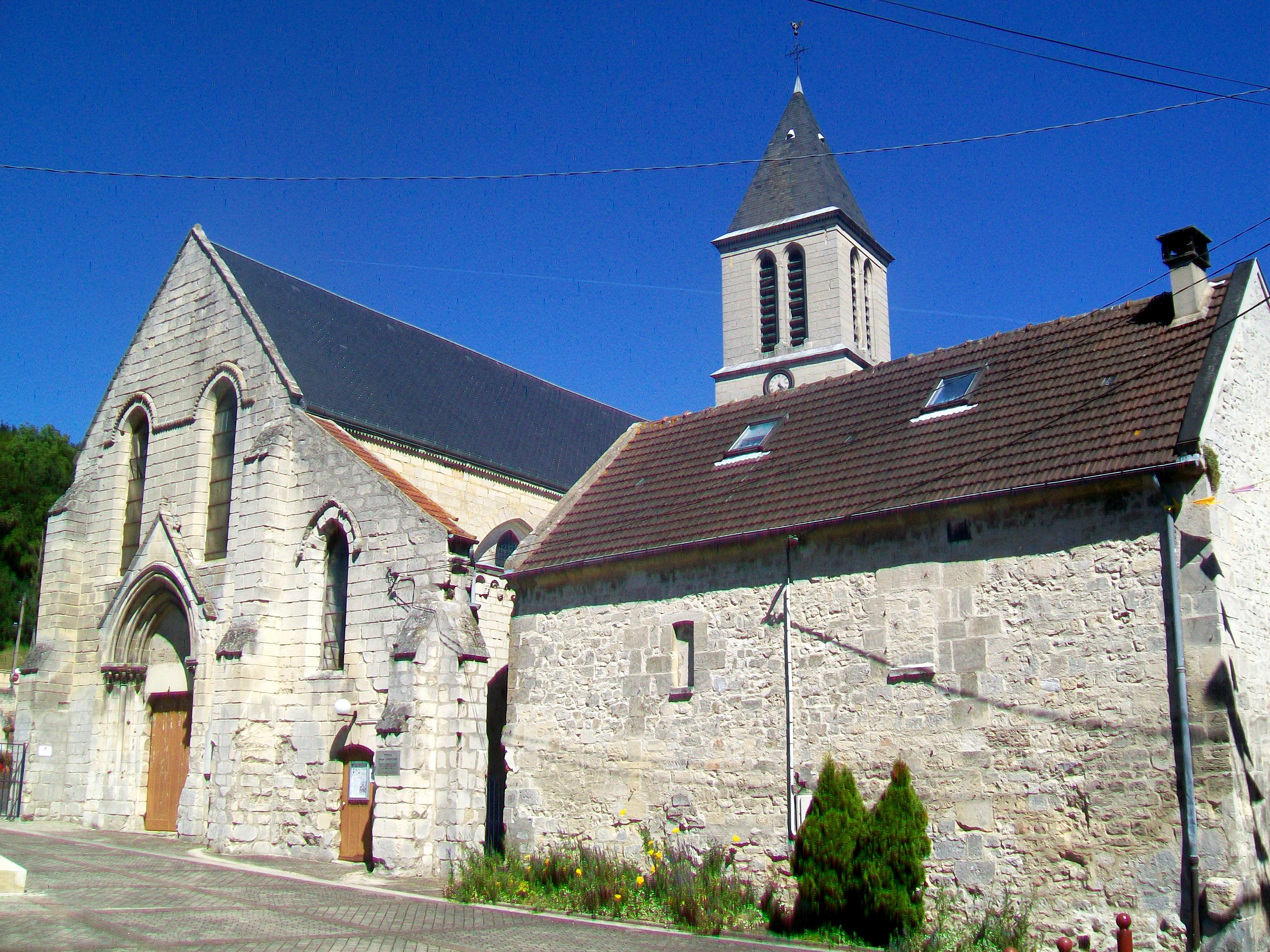
Kirche Saint-Éloi
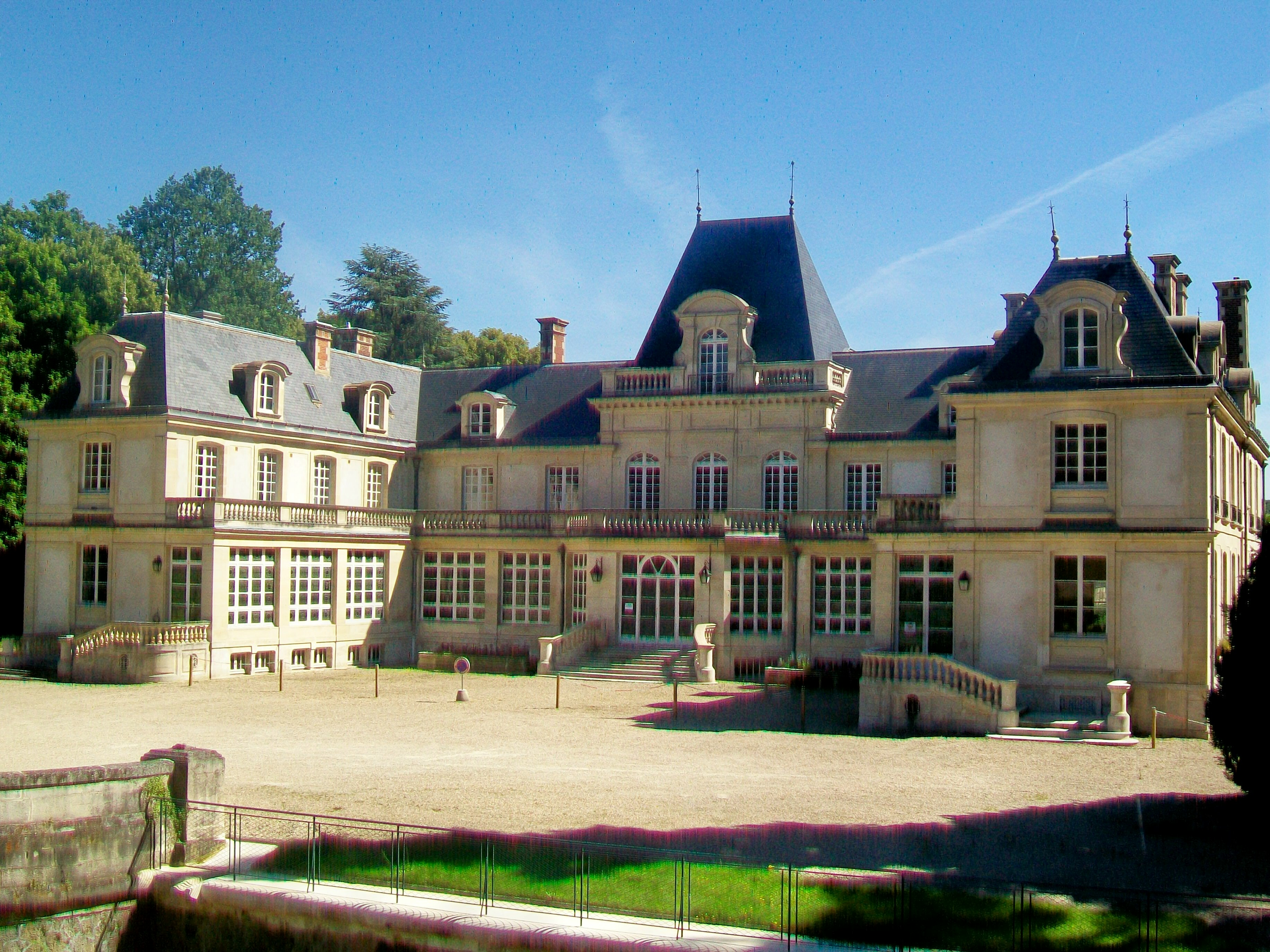
Schloss
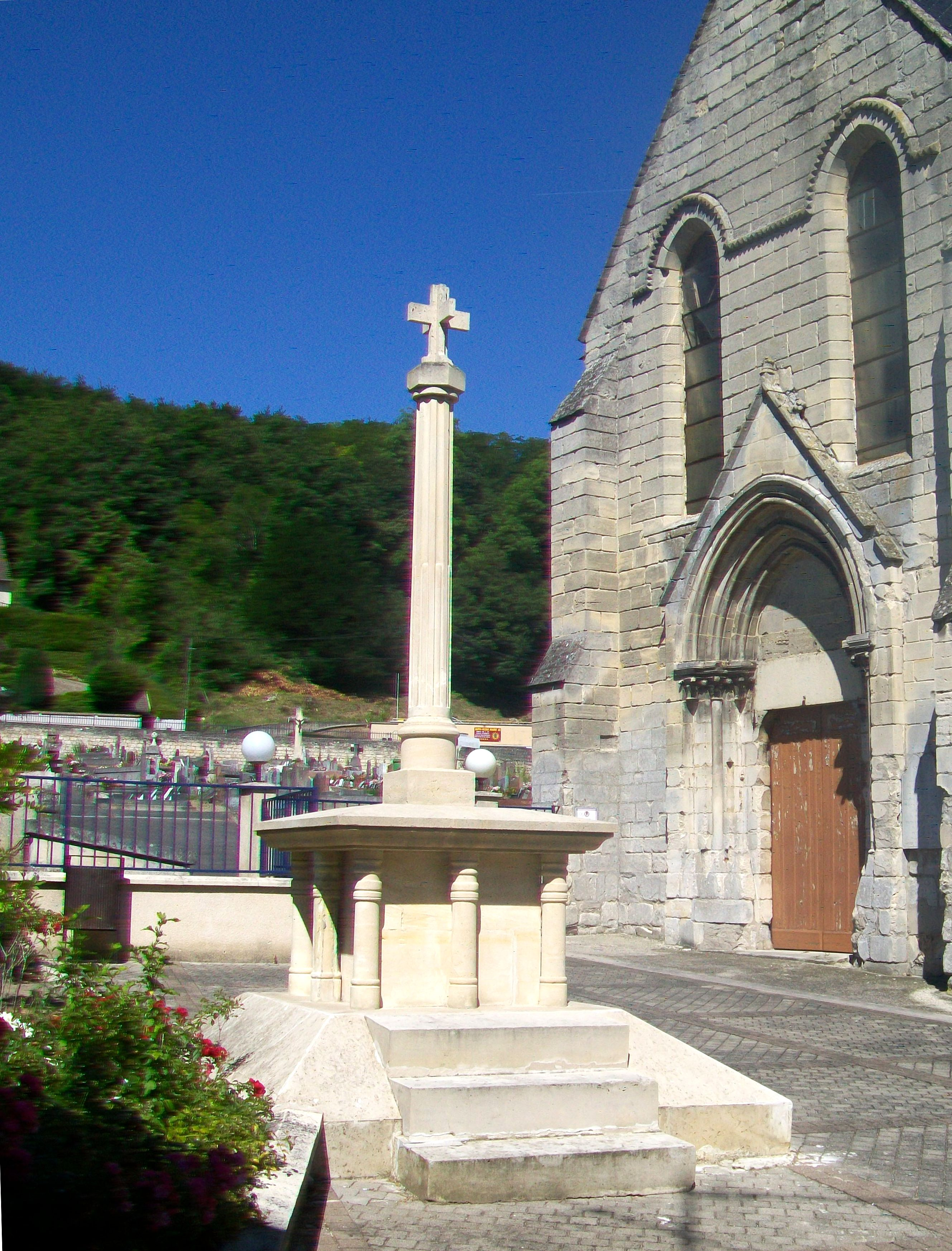
Calvaire

## Persönlichkeiten
- Léon Bonnat (1833–1922), Maler